# Catedral de Ecatepec
La Catedral de Ecatepec es la sede de la diócesis de Ecatepec. Está dedicada al Sagrado Corazón de Jesús. Se encuentra ubicada en el municipio de Ecatepec de Morelos, que pertenece al Estado de México. De esta diócesis dependen casi un centenar de parroquias. 
Fue inaugurada en marzo de 1999 en el barrio de San Cristóbal. Su construcción, iniciada el 6 de enero de 1998, es de tipo contemporáneo, similar a de la basílica de Guadalupe, simulando una tienda de campaña para peregrinos.
Se trata de la última catedral en el mundo construida en el Siglo XX y durante el Segundo Milenio.
Los domingos, como en todas las iglesias católicas se celebran Misas.
- Datos: Q5758464
- Multimedia: Cathedral of Ecatepec / Q5758464